# Mercedes-Benz M112
La sigla Mercedes-Benz M112 identifica una famiglia di motori a scoppio prodotti dal 1997 al 2010 dalla Casa tedesca Mercedes-Benz.

## Profilo e caratteristiche
Questi motori, che di fatto vanno a sostituire i motori M104, hanno diverse caratteristiche che li rendono interessanti. Innanzitutto si tratta dei primi motori V6 prodotti dalla Casa tedesca, in questo caso con angolo di 90° tra le bancate. Inoltre sono molto raffinati e sono stati studiati per ottenere il massimo dell'efficienza e del rendimento, minimizzando gli sprechi. Vengono quindi adottati accorgimenti tecnici spesso inusuali, ma di grande efficacia e viene data molta priorità al fattore leggerezza.
Tra le varie caratteristiche tipiche dei motori M112 va ricordata la struttura completamente in lega di alluminio, con canne cilindri in lega di alluminio e silicio per ridurre gli attriti. Inoltre la distribuzione è monoalbero a 3 valvole per cilindro, una soluzione che apparentemente sembra in controtendenza, visto che i precedenti motori M104 erano bialbero a 4 valvole per cilindro, ma che in realtà è dettata da esigenze di rendimento termico, di risparmio di peso e di linearità nell'erogazione, nonché dalla possibilità di ottenere consumi più ridotti. In nome del risparmio di peso, poi, l'unico asse a camme in testa presente su ogni bancata è cavo. Le punterie sono anch'esse in lega di alluminio e sono idrauliche, con regolazione automatica del gioco valvole. I pistoni sono in lega di alluminio e rivestiti di acciaio, mentre le bielle sono in acciaio forgiato e sono sottoposte a fratturazione, e trasmettono il moto rotatorio all'albero a gomiti, che è invece in un sol pezzo e su quattro supporti di banco, ed è coadiuvato da un contralbero di equilibratura per eliminare le vibrazioni altrimenti presenti.
Un esempio di efficienza unita alla leggerezza di ha nel collettore di aspirazione, realizzato in lega di magnesio, ancor più leggero dell'alluminio, e caratterizzato dalla sua configurazione a lunghezza variabile. In pratica, a regimi medio-bassi, l'aria aspirata viene fatta passare attraverso un condotto di lunghezza elevata, mentre a regimi alti, con la chiusura di alcune apposite valvole interne al collettore, l'aria dovrà obbligatoriamente circolare attraverso un percorso più breve. Tale sistema permette di ottimizzare l'erogazione della coppia motrice a qualsiasi regime di giri.
Lo scarico è stato invece studiato per permettere al catalizzatore di raggiungere nel minor tempo possibile la temperatura di esercizio.
Caratteristica anche l'accensione a doppia candela per cilindro, in modo da ottimizzare il fronte di fiamma all'interno della camera di scoppio e permettere una migliore combustione della miscela aria/benzina. Queste candele non si accendono simultaneamente, ma ad un brevissimo intervallo di tempo l'una dall'altra. Tale intervallo, così come anche la fasatura d'accensione, sono gestiti dalla centralina elettronica a seconda del carico del motore. Questa governa ovviamente anche l'iniezione elettronica di tipo sequenziale.
I motori M112 sono cinque: 2.4, 2.6, 2.8, 3.2 e 3.7 litri. Sono stati tutti costruiti nello stabilimento di Stoccarda-Untertürkheim, tranne una particolare versione del 3.2 litri, denominata M112E32ML e prodotta dalla Mercedes-AMG di Affalterbach. Escludendo quest'ultima versione, che è sovralimentata mediante una compressore volumetrico, tutti gli altri motori M112 sono aspirati.
Pochi mesi dopo l'esordio del primo motore M112, hanno fatto il loro debutto anche i primi motori M113, stavolta di tipo V8, ma che condividono moltissime caratteristiche con i V6 M112.
In virtù del fatto che il periodo di produzione dei motori M112 coincide di fatto con il periodo in cui è esistita la DaimlerChrysler, anche il colosso statunitense ha usufruito di tali motori, in particolare la sportiva Chrysler Crossfire.
Nel 2005 i motori M112 sono stati affiancati dai motori M272 che tre anni più tardi ne avrebbero ripreso del tutto l'eredità. L'ultimo motore M112 venne montato sotto il cofano della Chrysler Crossfire, che venne prodotta fino al 2010.

## Tabella delle caratteristiche ed applicazioni
| Motori Mercedes-Benz M112 |                        |                  |                          |                |                |                                      |                    |
| Versione                  | Alesaggio e corsa (mm) | Cilindrata (cm³) | Rapporto di compressione | Potenza CV/rpm | Coppia /Nm/rpm | Applicazioni                         | Anni di produzione |
| M112E24                   | 83.2x73.5              | 2398             | 10                       | 170/5900       | 225/ 3000      | Mercedes-Benz C240 W202              | 1997-01            |
| M112E24                   | 83.2x73.5              | 2398             | 10                       | 170/5900       | 225/ 3000      | Mercedes-Benz E240 W210              | 1997-2000          |
| M112E26                   | 89.9x68.2              | 2597             | 11                       | 170/5500       | 240/4500       | Mercedes-Benz C240SW S202            | 2000-01            |
| M112E26                   | 89.9x68.2              | 2597             | 11                       | 170/5500       | 240/4500       | Mercedes-Benz C240 W203              | 2000-05            |
| M112E26                   | 89.9x68.2              | 2597             | 11                       | 170/5500       | 240/4500       | Mercedes-Benz CLK240 W209            | 2002-05            |
| M112E26                   | 89.9x68.2              | 2597             | 11                       | 170/5500       | 240/4500       | Mercedes-Benz E240 W210              | 2000-02            |
| M112E26                   | 89.9x68.2              | 2597             | 11                       | 170/5500       | 240/4500       | Mercedes-Benz E240 SW W211           | 2003-05            |
| M112E26                   | 89.9x68.2              | 2597             | 11                       | 177/5700       | 240/4500       | Mercedes-Benz E240 berlina W211      | 2002-06            |
| M112E28                   | 89.9x73.5              | 2799             | 10                       | 197/5800       | 265/3000       | Mercedes-Benz C280 W202              | 1997-01            |
| M112E28                   | 89.9x73.5              | 2799             | 10                       | 204/5700       | 270/ 3000-5000 | Mercedes-Benz E280 W210              | 1997-02            |
| M112E28                   | 89.9x73.5              | 2799             | 10                       | 204/5700       | 270/ 3000-5000 | Mercedes-Benz SL280 R129             | 1998-02            |
| M112E32                   | 89.9x84                | 3199             | 10                       | 190/5600       | 270/2750       | Mercedes-Benz Viano 3.0 V6 W639      | 2003-07            |
| M112E32                   | 89.9x84                | 3199             | 10                       | 190/5600       | 270/2750       | Mercedes-Benz Vito 119 W639          | 2003-08            |
| M112E32                   | 89.9x84                | 3199             | 10                       | 215/5500       | 300/2700       | Mercedes-Benz G320 W463              | 1998-05            |
| M112E32                   | 89.9x84                | 3199             | 10                       | 218/5700       | 310/ 3000-4600 | Mercedes-Benz C320 W203              | 2000-05            |
| M112E32                   | 89.9x84                | 3199             | 10                       | 218/5700       | 310/ 3000-4600 | Mercedes-Benz C320 Sportcoupé        | 2001-05            |
| M112E32                   | 89.9x84                | 3199             | 10                       | 218/5700       | 310/ 3000-4600 | Mercedes-Benz CLK320 W208            | 1997-02            |
| M112E32                   | 89.9x84                | 3199             | 10                       | 218/5700       | 310/ 3000-4600 | Mercedes-Benz CLK320 W209            | 2002-05            |
| M112E32                   | 89.9x84                | 3199             | 10                       | 218/5700       | 310/ 3000-4600 | Mercedes-Benz SLK320 R170            | 2000-05            |
| M112E32                   | 89.9x84                | 3199             | 10                       | 218/5700       | 310/ 3000-4600 | Mercedes-Benz ML320 W163             | 1997-05            |
| M112E32                   | 89.9x84                | 3199             | 10                       | 218/5700       | 310/ 3000-4600 | Mercedes-Benz Viano/Vito 3.2 V6 W639 | 2003-04            |
| M112E32                   | 89.9x84                | 3199             | 10                       | 218/5700       | 310/ 3000-4600 | Chrysler Crossfire 3.2 V6            | 2004-10            |
| M112E32                   | 89.9x84                | 3199             | 10                       | 224/5600       | 315/ 3000-4800 | Mercedes-Benz E320 W210              | 1997-02            |
| M112E32                   | 89.9x84                | 3199             | 10                       | 224/5600       | 315/ 3000-4800 | Mercedes-Benz E320 W211              | 2003-06            |
| M112E32                   | 89.9x84                | 3199             | 10                       | 224/5600       | 315/ 3000-4800 | Mercedes-Benz S320 W220              | 1998-02            |
| M112E32                   | 89.9x84                | 3199             | 10                       | 224/5600       | 315/ 3000-4800 | Mercedes-Benz SL320 R129             | 1998-01            |
| M112E32ML                 | 89.9x84                | 3199             | 9                        | 334/6100       | 420/3500-4800  | Chrysler Crossfire SRT-6             | 2005-10            |
| M112E32ML                 | 89.9x84                | 3199             | 9                        | 354/6100       | 450/4400       | Mercedes-Benz C32 AMG SportCoupé     | 2003-04            |
| M112E32ML                 | 89.9x84                | 3199             | 9                        | 354/6100       | 450/4400       | Mercedes-Benz C32 AMG W203           | 2000-04            |
| M112E32ML                 | 89.9x84                | 3199             | 9                        | 354/6100       | 450/4400       | Mercedes-Benz SLK32 AMG R170         | 2001-04            |
| M112E37                   | 97x84                  | 3724             | 10                       | 245/5700       | 350/ 3000-4500 | Mercedes-Benz SL350 R230             | 2003-06            |
| M112E37                   | 97x84                  | 3724             | 10                       | 245/5700       | 350/ 3000-4500 | Mercedes-Benz S350 W220              | 2002-05            |
| M112E37                   | 97x84                  | 3724             | 10                       | 245/5700       | 350/ 3000-4500 | Mercedes-Benz ML350 W163             | 2002-05            |
| M112E37                   | 97x84                  | 3724             | 10                       | 231/5700       | -              | Mercedes-Benz Viano 3.5 W639         | 2004-07            |
| M112E37                   | 97x84                  | 3724             | 10                       | 231/5700       | -              | Mercedes-Benz Vito 123 W639          | 2004-08            |